# سليمان الأسد
سليمان هلال الأسد هو ابن هلال الأسد ابن عم الرئيس السوري السابق بشار الأسد ابن فاطمة مسعود. وكان والده هلال الأسد قائد قوات الدفاع الوطني السوري والذي قتل في اذار/مارس 2014 في المعارك ضد مقاتلي الفصائل في ريف اللاذقية.
اتهم سليمان الأسد بقتل العميد المهندس في قوات النظام السوري حسان الشيخ أمام أطفاله وزوجته في مدينة اللاذقية يوم 7 أغسطس آب 2015 ودفعت الخشية من تزايد رقعة الاحتجاجات بين صفوف العلويين إلى تحرك النظام السوري وإلقاء القبض على سليمان الأسد، بحسب ما ذكرته وكالة أنباء سانا السورية التي قالت إن «الجهات المختصة ألقت القبض على سليمان الأسد وأحالته إلى الجهات المعنية».  وكان سليمان الأسد قد قتل الشيخ بسبب خلاف مروري في اللاذقية، مما أدى إلى تأجيج الوضع داخل المدينة، حيث خرجت مظاهرات منددة بعملية القتل، كما طالب مؤيدون رأس النظام بشار الأسد بإعدام سليمان.
وفي يناير كانون الثاني 2016، أصدرت محكمة جنائية سورية حكما بالسجن 20 عاما على سليمان الاسد بتهمة القتل.
وشهد سجن طرطوس حيث يخدم الأسد مدة عقوبته، حالة من العصيان بدءاً من تاريخ 29 أكتوبر تشرين الأول 2016 حسب بيان نشرته الهيئة السورية لفك الأسرى والمعتقلين، وأحد مسببات العصيان هو قيام سليمان الأسد باحتجاز بعض عناصر الشرطة في واحدة من الزنازين التابعة للسجن، احتجاجاً منه على نقل بعض من مرافقيه الشخصيين ومساعديه إلى زنازين أخرى.
الا أن مصادر سورية نفت الأمر قائلة أن الأسد قد ساهم بشكل كبير في افشال العصيان بعد تفشيه، وهو قاد مجموعة من الموقوفين الآخرين بجرائم وجنح، لمساندة قوات الأمن في وقف التمرد.